# هنري وينغو
هنري وينغو (بالإنجليزية: Henry Wingo)‏ (4 أكتوبر 1995 بسياتل في الولايات المتحدة - ) هو لاعب كرة قدم أمريكي في مركز الوسط.

## وصلات خارجية
- هنري وينغو على موقع الاتحاد الأوربي (الإنجليزية)
- هنري وينغو على موقع الدوري الأمريكي (الإنجليزية)
- هنري وينغو على موقع قاعدة بيانات كرة القدم.إي يو (الإنجليزية)
- هنري وينغو على موقع Soccerway.com (الإنجليزية)